# Mathematika
Ne doit pas être confondu avec Mathematica.
Mathematika  est une revue mathématique à comité de lecture qui publie des articles de mathématiques pures et appliquées. Elle a été fondée Harold Davenport 1954. La revue est publiée par la London Mathematical Society, au nom du University College London, propriétaire de la revue.

## Description
Mathematika publie des articles de mathématiques pures et appliquées, avec l'accent mis sur le côté le plus pur des mathématiques, mais on trouve aussi des articles de mathématiques appliquées et les articles traitant de ces deux aspects. La revue est publiée par la London Mathematical Society, au nom de son propriétaire, l'University College London. Les articles les plus représentés dans la revue concernent les thèmes : théorie des nombres  géométrie convexe et discrète, mesure et intégration, combinatoire, mécanique des fluides.
Les rédacteurs en chef sont, en 2020, William Chen de l'Université Macquarie à Sidney, et Frank Smith et Alex Sobolev, tous deux de l'University College de Londres. Le journal a connu un creux entre 2000 et 2010, avec un volume annuel de 2 numéros, et pas de volume en 2007. Le nombre de numéros par volume a ensuite progressé de 2 à 3 numéros puis 4 numéros.
Cambridge University Press a cessé la publication de Mathematika avec le volume 65 en 2019. Depuis le début de 2020 et du volume 66, le journal est publié par Wiley. Les articles sont groupés en un volume annuel composé de 4 numéros. À titre d'illustration, le volume 65 de 2019 comporte plus de mille pages.

## Indexation et résumé
Le journal est indexé, et les résumés publiés dans les bases de données bibliographiques suivantes :
- MathSciNet
- Science Citation Index Expanded
- Web of Science
- Zentralblatt MATH

En 2017, le facteur d'impact est 0,779 d'après le Journal Citation Reports. Le SCImago Journal Rank lui attribue le facteur 0,951 en 2019 et le classe, depuis trois ans, dans le premier quartile des articles de sa catégorie.

## Articles liés
- Liste des journaux scientifiques en mathématiques
- London Mathematical Society